# Hyphessobrycon roseus
Hyphessobrycon roseus es una especie de pez de la familia Characidae en el orden de los Characiformes.

## Morfología
Los machos pueden llegar alcanzar los 1,9 cm de longitud total.

## Hábitat
Vive en zonas de clima tropical 23 °C - 27 °C de temperatura.

## Distribución geográfica
Se encuentran en Sudamérica: cuencas de los ríos  Maroni y  Oyapock.